# Росоша (Тепликский район)
Росо́ша (укр. Росоша) — село на Украине, находится в Тепликском районе Винницкой области.
Код КОАТУУ — 0523786201. Население по переписи 2001 года составляет 762 человека. Почтовый индекс — 23851. Телефонный код — 4353.
Занимает площадь 0,249 км².

## Адрес местного совета
23851, Винницкая область, Теплицкий р-н, с. Росоша, ул. Молодёжная, 3